# Ларвік (футбольний клуб)
«Ларвік» (норв. Larvik Turn & Idrettsforening) — професіональний норвезький футбольний клуб з однойменного міста, заснований у 1865 році. На даний час виступає в четвертому дивізіоні чемпіонату Норвегії (зона «Вестфолл»). Станом на 2008 рік у клубі налічувався 721 спортсмен. Клуб має у власності багатофункціональний стадіон «Ловіселунд ідреттсплас», а також клубну базу. До 2016 року команда виступала в третьому дивізіоні чемпіонату Норвегії, але через фінансові проблеми змушена була понизитися в класі.
Нині у клубі функціонують наступні секції: футбол, гандбол, легка атлетика, боротьба і гімнастика.

## Історія

### Ранні роки
12 жовтня 1865 року було засновано спортивний клуб «Ларвік Турфоренінг». З кінця XIX століття футбол поступово стає одним з найпопулярніших видів спорту в місті. Саме в цей час у Ларвіку з'являються декілька футбольних команд. У 1891 році виник «М'юлнер», після чого виникають й інші команди: «Улл», «Фрой», «Вікінг» та «Ідун». Свої назви вони отримали на честь божеств скандинавської міфології. Ці команди представляли вулиці або квартали міста. На перших порах ними керували та грали підлітки та юнаки. Поступово футбол стає дуже популярним серед молоді. Старше покоління членів клубу спочатку негативно ставилося до нового виду спорту, але побоюючись втратити популярність серед молоді, змушені були визнати право на створення футбольного відділення.
У 1898 році була засновано команда «Ідун», яка на перших порах виступала під назвою «Ларвік Турнфоренінг». Проте оскільки в клубі з'явився футбольний відділ постало питання про зміну назву. В 1904 році назву було змінено, на «Ларвік Турн ог Ідретсфоренінг». Оскільки «Ларвік Турн» став членом Норвезької футбольної асоціації в 1903 році, то команда може вважатися однією з найстаріших членів футбольної федерації.

### Заснування футбольної команди (1906) та перші роки існування
У 1902 році було визначено першого володаря кубку Норвегії. На перших порах це був приватний турнір, який, як і змагання 1903 та 1904 років, лише згодом був офіційно визнаний чемпіонатом. І лише в 1905 році Норвезька футбольна асоціація розробила регламент чемпіонату. Були вирішено, що національний чемпіонат буде проходити у вигляді фінального турніру, в якому будуть брати участь команди-переможниці регіональних футбольних змагань за кубковою системою (плей-оф). На той час футбол у Норвегії був ще не дуже розвиненим, існувало 5 регіональних чемпіонатів, які розігрувалися поза межами Осло та Осло-фіорду. Проте в чемпіонаті Норвегії брали участь і команди з Ларвіка, як учасники чемпіонату району Вестфолл. Це сприяло консолідації футбольних клубів міста Ларвік. У 1906 році футболісти вуличних команд «Фрігг» та «Вікінг» повідомили про свій перехід до «Турну». Проте умовами свого переходу до «Турну» футболісти вуличних клубів називали оформлення футбольної команди з власним керівництвом та бюджетом. Керівництво клубу погодилося на ці вимоги й 10 жовтня 1906 року футбольна команда стала окремим відділом. Зрештою футбольна команда стала найстарішою діючою секцією клубу, лише в 1916 році з'явилися секції гірськолижного та легкоатлетичного спорту.
Для потрапляння в фінальну частину німецького чемпіонату «Ларвік Турн» мав стати переможцем регіонального чемпіонату. Для цього «Ларвіку» доводилося протистояти командам з міст Шієн, Порсгрунн та Саннефіорд. Незважаючи на те, що команда «Ларвік» вважалася однією з найсильніших й вона регулярно делегувала своїх гравців до національної збірної Норвегії, проте перемогти в регіональному чемпіонаті було дуже важко, оскільки конкурентом «Турну» була найсильніша команда країни того часу, «Одд Шієн». Окрім того, консолідація футбольних команд у місті призвела до появи іншого клубу, «Фрем Ларвік». Цей клуб почав конкурувати з «Турном» за талановитих гравців міста. У 1908 році місцева газета «Østands-Posten» розпочала обговорення про можливе об'єднання двох клубів, зазначивши, що «це єдиний спосіб отримати участь у чемпіонаті Норвегії для Ларвіка». Проте співпраця в ті роки, трохи згодом й в подальшому майбутньому виявилася неможливою. Ця дискусія періодично спалахує й до цього часу, як в «Østands-Posten», так і в соціальних мережах. У 1912 році п'ять талановитих гравців «Турну» вирішили перейти до «Фраму», вважаючи доцільною можливість об'єднання двох команд з Ларвіка. З таким підсиленням «Фрам» зумів перемогти в регіональному чемпіонаті та вийти до фінальної частини національної першості. Але співпраця на особистісному рівні не мала стійкого характеру. Вже наступного сезону ці ж 5 гравців повернулися в «Турн».
У 1914 році «Турн» став однією з найсильніших команд. При цьому різниця забитих і пропущених м'ячів була 35:1. «Турн» переграв найсильнішу команду Норвегії того часу «Одд» як вдома, так і на виїзді, а також переміг усіх суперників регіонального чемпіонату, в тому числі й «Фрам». Як переможець регіональної першості команда мала значні приференції в фінальній частині кубку Норвегії. Проте стати володарем престижного трофея «Ларвіку» не судилося, оскільки команда програла вже в першому ж поєдинку. В одноматчевому протистоянні на футбольному полі низької якості та за необ'єктивного суддівства «Турн» поступився з рахунком 1:3 «Драфну» з Драммена.

### «Золота ера»
Найуспішнішими для клубу стали 50-ті роки XX століття, коли «Ларвік» тричі ставав переможцем національного чемпіонату (1953, 1955 та 1956). В цей час кольори клубу захищали такі відомі футболісти як Гуннар Торесен, Рейдар Сандбю та Гаррі Боє Карлсен. ЛТ також став фіналістом кубку Норвегії 1956 року, в якому вони поступилися «Скейду» з рахунком 1:2, у складі «Ларвіка» єдиним голом відзначився Рейдар Сандбю. Однак і сучасні вболівальники команди до сих пір пам'ятають про цей успіх. З 1962 року клуб більше жодного разу не виступав у Елітесеріен.

### «Занепад»
У 1998 році було створено «Ларвік Футбол», об'єднаний клуб з округу Ларвік, до якого увійшли «Ларвік Турнс» та «Ідреттсфоренінген Фрам». Це об'єднання було створено для того щоб зберегти команду на плаву та зберегти своїх футболістів, але «Ідреттсфоренінген Фрам» й надалі був постачальником гравців для більш іменитого партнера. Після вильоту до Другого дивізіону норвезького чемпіонату на сезон 2005 року економічна та спортивна діяльність клубу завмерла. ІФ Фрам зайняв місце «Ларвік Турнс», але того ж року відмовився від участі в змаганні. Проте у 2009 році суперництво Торстранда відновилося на футбольному полі, після чемпіонства «Ларсвік Турн» у Вестфольдавделіген.
2006 року команда відзначила своє 100-річчя, на честь цього була видана книга норв. «I sol og skygge under bøketrærne» («На сонці та тіні під буками»). У тому ж році було побудовано бігові доріжки на «Ловісенлунні», а також покладено штучне трав'яне покриття. У 2008 році — побудовано поліфункціональний спортивний комплекс.
Серед футболістів, які виступали в клубі, окрім вище вказаних, можна відзначити: Мортена Віньє, Галлвара Торесена, Тома Сандбю, Гуннара Галле, Ларса Баккерюда, Еспена Гоффа, Крістоффера Норманна Гансена, Самуеля Ісаксена, Ур'яна Барга Гансена та Олафа Туело Йоганнесена.

## Досягнення
- Елітесеріен
  -  Чемпіон (3): 1952/53, 1954/55, 1955/56
  -  Бронзовий призер (3): 1957, 1958, 1959

- Кубок Норвегії
  -  Фіналіст (1): 1956

## Гравці національної збірної
До нижче поданої таблиці увійшли лише ті гравці, які викликалися до табору національної збірної Норвегії протягом свого перебування в клубі «Ларвік Турн». Відповідно враховувалися лише ті матчі за збірну, які відбувалися лише на той момент, коли гравець мав чинний контракт з «Ларвіком». Гаррі Боє Карлсен, Арне Легернес, Егіль Лорум та Гуннар Андресен зіграли більшу кількість матчів, але на той час вони вже представляли інші клуби. Гаррі Боє Карлсен відзначився за збірну 4-ма голами, але на той час він вже представляв клуб «Орн-Гортен».
| Гравець           | Роки      | Матчі | Голи |
| Гуннар Торесен    | 1946-1959 | 64    | 22   |
| Гаррі Боє Карлсен | 1946-1956 | 26    |      |
| Арне Легернес     | 1958-1961 | 19    |      |
| Егіл Лорум        | 1946-1951 | 10    |      |
| Пер Льоствейт     | 1954–1956 | 7     | 1    |
| Тормож К'єллсен   | 1910–1913 | 2     |      |
| Асбйорн Амодт     | 1913–1914 | 2     |      |
| Вільгельм Гансен  | 1913–1914 | 2     |      |
| Джозеф Гакестад   | 1935      | 2     |      |
| Гуннар Андресен   | 1952      | 2     |      |
| Олав Форлі        | 1953-1954 | 2     |      |
| Олаф Руд          | 1913      | 2     |      |
| Б'ярне Гансен     | 1913      | 1     |      |
| Йоган Галлберг    | 1913      | 1     |      |
| Фруде Б'єркгольт  | 1913      | 1     |      |
| Рейдар Сандбю     | 1954      | 1     | 1    |

## Цікаві факти
- Найбільша кількість вболівальників на «Ловісенлунд» була зафіксована 23 вересня 1956 року на матчі 5-го туру в кубку Норвегії проти «Фредрікстаду» — 17000 глядачів.
- 18 жовтня 1931 року на домашньому стадіоні «Ларвіка Турнс», «Ловісенлунді», відбувся фінальний матч кубку Норвегії 1931 року. 13 000 глядачів стали свідками того, як «Одд» став володарем престижного трофею після перемоги над «Мйондаленом» з рахунком 3:1.
- Найбільша кількість зіграних матчів у футболці клубу — Ейнар Стом (609).
- Найкращий бомбардир клубу — Гуннар Торесен. З 1937 по 1962 рік відзначився 425-ма голами.
- «Ларвіку Турн» належить найбільша перемога у вищому дивізіоні чемпіонату Норвегії: 12:0 над «Сандефйордом Баллклубом» (3 серпня 1952 року).
- «Ларвіку Турн» належить найбільша перемога у кубку Норвегії: 19:0 над «Лангесундом» у другому раунді турніру (1955).
- За словами Арне Шея Гуннару та Гальвару Торесену належить унікальний світовий рекорд: батько та син зіграли понад 50 матчів за національну збірну кожен.
- Тормод К'єлльсен став першим гравцем «Ларвіка», який виступав у національній збірній Норвегії. Протягом понад 100 років він також вважався наймолодшим гравцем норвезької збірної. К'єлльсен дебютував у складі норвежців 11 вересня 1910 року в поєдинку проти збірної Швеції, на момент початку матчу Тормоду виповнилося 15 років та 351 день. У 2014 році цей рекорд перевершив Мартін Едегор.